# 西德利夫卡
52°2′43″N 31°2′41″E / 52.04528°N 31.04472°E
西德利夫卡（烏克蘭語：Сиделівка），是烏克蘭北部的村莊，隸屬切爾尼希夫州的切爾尼希夫區。該村始建於1749年，面積0.46平方公里，海拔高度122米，2001年人口63。